# Plaisance (Nord)
Plaisance (Haïtiaans-Creools: Plezans) is een stad en gemeente in Haïti met 70.000 inwoners. De plaats ligt in het Massif du Nord,  aan de rivier Trois Rivières, 34 km ten zuidwesten van de stad Cap-Haïtien. Het is de hoofdplaats van het gelijknamige arrondissement in het departement Nord.
Er wordt koffie, cacao en sinaasappelen verbouwd. Verder wordt er koper gevonden.

## Indeling
De gemeente bestaat uit de volgende sections communales:
| Nr. | Naam                        | Km²   | Inw.2015 |
| --- | --------------------------- | ----- | -------- |
| 1   | Gobert (of: Colline Gobert) | 13,15 | 8.325    |
| 2   | Champagne                   | 13,71 | 3.717    |
| 3   | Haut Martineau              | 5,49  | 2.854    |
| 4   | Mapou                       | 16,95 | 6.266    |
| 5   | La Trouble                  | 16,14 | 6.358    |
| 6   | La Ville                    | 16,45 | 6.159    |
| 7   | Bassin                      | 14,35 | 24.122   |
| 8   | Grande Rivière              | 25,28 | 11.782   |